# Bothriocera caca
Bothriocera caca är en insektsart som beskrevs av Ronald Gordon Fennah 1971. Bothriocera caca ingår i släktet Bothriocera och familjen kilstritar. Inga underarter finns listade i Catalogue of Life.